# Tercera expedició auxiliadora a l'Alt Perú

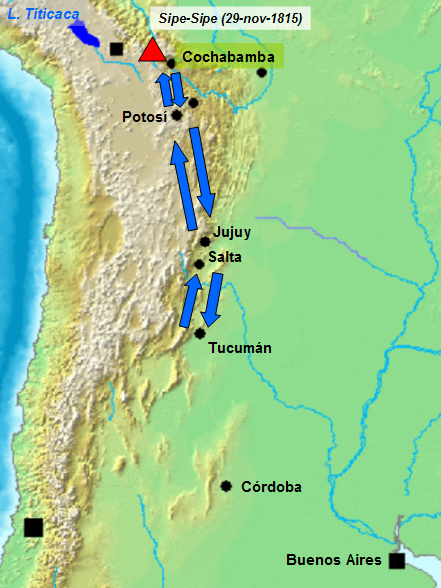
Tercera Campanya a l'Alt Perú (1815). El triangle vermell representa l'única batalla important de la mateixa, la victòria realista a Sipe-Sipe.

Després de custodiar l'actual nord argentí durant un any, l'Exèrcit del Nord va rebre ordres per a una tercera campanya auxiliadora a l'Alt Perú. Els objectius d'aquesta eren ocupar tot el territori alt-peruà, assegurant la zona contra els realistes i així establir la sobirania de les Províncies Unides del Riu de la Plata. També, si es podia, era important avançar cap a Lima per alliberar la capital del Virregnat del Perú.
Nota: per a dades sobre les forces militars de l'expedició, vegeu Exèrcit del Nord.

## Revolta de les tropes i preparatius
José Rondeau va ser designat com a cap de l'Exèrcit del Nord pel Director Suprem Gervasio Antonio de Posades i ascendit a brigadier general. Immediatament es va posar a organitzar la que seria la tercera campanya a l'Alt Perú. Comptava per a aquesta empresa amb els reforços enviats des Montevideo, és a dir, tropes que havien participat en el setge, molts dels antics assetjats i, sobretot, un poderós armament capturat allà. En saber la caiguda de Montevideo, l'exèrcit realista de Pezuela va abandonar Salta, Jujuy i Tarija i va traslladar el seu quarter general a Santiago de Cotagaita a l'actual Bolívia. Van destacar-hi una divisió al comandament de Ramírez per sufocar la rebel·lió a Cusco dirigida pels germans Angulo. Aprofitant la inactivitat de l'avantguarda realista, l'avantguarda de Rondeau al comandament de Güemes va avançar fins Humahuaca i va establir un batalló a Yavi al desembre del 1814. Pezuela va reaccionar enviant al gener del 1815 a Pedro Antonio Olañeta amb els batallons de Caçadors i Partidaris, un esquadró i dues peces d'artilleria a la recerca de Güemes, però aquest va evacuar Yavi en direcció a Humahuaca al 25 de gener. Al mateix temps dos esquadrons realistes van reocupar Tarija. Un intent de revolta de les tropes estacionades a Jujuy i Humahuaca, formades per soldats rendits a Montevideo, va ser avortat abans que esclatés. 
Al moment en què les tropes es preparaven per iniciar la tercera campanya a l'Alt Perú, el general Carlos María d'Alvear va ser designat per a substituir a Rondeau. Diversos oficials de l'Exèrcit del Nord es van revoltar i li van comunicar a Rondeau que només acatarien les seves ordres i no les d'Alvear i el van instar a iniciar la campanya. Rondeau en rebel·lia va ordenar el començament de l'operació que va començar al gener del 1815. Alvear va ser obligat a tornar abans d'arribar al seu destí.
Rondeau va reemplaçar com a cap d'avantguarda al coronel Martín Miguel de Güemes per Martín Rodríguez.
Quan l'avantguarda realista va saber que Rondeau el 3 de febrer retrocedia des Huacalera cap a San Salvador de Jujuy, el comandant Antonio Vigil va avançar des Yavi i el 19 de febrer va derrotar en la batalla del Tejar (o Tejada) a la Puna a l'avantguarda patriota. Aquesta s'havia avançat per fer un reconeixement amb cinquanta dracs. Martín Rodríguez va ser pres presoner i traslladat a Cotagaita, però el 13 de març va ser alliberat a Yavi amb una proposta de pau de Pezuela, qui va rebre la contestació de Rondeau el 3 d'abril sense cap efecte més que una proposta de bescanvi de presoners.

## Avanç sobre l'Alt Perú
El 17 d'abril del 1815 el general Rondeau, va avançar amb cinc-cents homes sobre la Posta del Marquès, ocupada per un esquadró de Caçadors realistes sota el comandament del general Francisco Fernández de la Cruz. Els van derrotar completament així com als seus tres-cents ocupants amb l'ajuda de Güemes (Batalla de la Posta del Marquès), i van poder escapar només quaranta soldats comandats pel coronel Vigil. Immediatament després Rondeau va avançar sobre Yavi, on es trobava Olañeta, però aquest va evacuar el lloc. Pezuela va cridar a una junta de guerra que li va recomanar retrocedir fins Oruro, de manera que l'exèrcit va partir de Cotagaita el 24 d'abril establint la seva caserna general a Challapata el 9 de maig. Des de la Posta de Quirbe, Pezuela va enviar un destacament per evacuar Potosí, traslladant les màquines de la Casa de Moneda i els cabals públics. El mateix dia de l'evacuació, el 26 d'abril, va entrar a la ciutat el cabdill Ignasi de Zárate (líder de la Republiqueta de Chayanta) juntament amb Pedro Betanzos (fill de Miguel Betanzos, qui havia mort uns dies abans) i quatre mil indígenes de Porco, que la van saquejar. La ciutat de Chuquisaca també va ser abandonada, replegant la seva guarnició, el mateix que la de Chayanta, cap a Challapata. Manuel Ascensio Padilla (líder de la Republiqueta de la Laguna) va ingressar immediatament a Chuquisaca, preparant el camí per a l'ingrés a la mateixa de Juan Antonio Álvarez d'Arenales (líder de la Republiqueta de Vallegrande i cap de totes les guerrilles) el 27 d'abril.
Güemes, enemistat amb Rondeau, va abandonar les files de l'exèrcit juntament amb els seus gautxs i es va retirar cap a Salta, enduent-se el parc de l'exèrcit que es trobava a Jujuy. Tot just arribat a Salta, va ser elegit governador de la província, en un acte que significava una insubordinació contra el director de l'Estat, ja que iniciava l'autonomia política d'aquesta província.
L'1 de maig el general Fernández de la Cruz va entrar a Potosí amb quatre-cents dracs i Martín Rodríguez es va dirigir a Chuquisaca per reemplaçar Padilla, que en aquells moments era el comandant militar de la ciutat i havia nomenat a Juan Antonio Fernández com a governador. Però Rondeau els va substituir a favor del coronel Martín Rodríguez, retornant els guerrillers a la Laguna. Rondeau va arribar a Potosí el 9 de maig. El dia 13 Rondeau va decretar la confiscació dels béns de tots els que es trobaven en les files enemigues. Rodríguez el 10 d'agost es va fer nomenar pel cabildo de Chuquisaca com a director suprem de la província de la Plata, però el 25 d'agost Rondeau el va destituir retornant al càrrec de governador a Fernández.
Álvarez d'Arenales va recuperar Cochabamba a mitjans de maig, arribant a la ciutat amb tres-cents cinquanta infants, cinc-cents cavalls i un grup d'indígenes. Va aconseguir l'evacuació de la ciutat que governava el realista coronel Goiburo. Els evacuats es van reunir a Paria amb una força de tres-cents homes enviada per Pezuela des de Challapata i s'hi van quedar. Rondeau va mantenir la seva caserna general a Potosí i després va moure l'exèrcit a Localla deixant dos batallons a Potosí. Posteriorment va desembarcar a Arica procedent de Chiloé el Batalló de Voluntaris de Castro per unir-se a l'exèrcit de Pezuela, juntament amb dues companyies de provinents de Valdivia (una de caçadors amb trenta-dos artillers i quatre peces d'artilleria). Mentrestant, sotmès el Cusco tornava el general Ramírez amb una divisió de dos mil homes. El 23 de juliol van arribar a Challapata els quatre-cents setanta chiloens del Batalló de Voluntaris de Castro al comandament del coronel José Rodríguez Ballesteros. El 15 d'octubre van arribar a Challapata dues companyies del Regiment de Talavera procedents de Xile via Arica, al comandament de Rafael Maroto. El 26 de juliol va arribar també Ramírez. L'1 de setembre, per tal de protegir Oruro, Pezuela va fer traslladar a Venta i Mitja al batalló de Partidaris que estava a Condocondo, al de Caçadors que estava en Pequereque i al segon regiment que es trobava en Challapata. Després va traslladar la caserna general a Sorasora.
El 20 d'octubre de 1815 un grup de reconeixement de quatre-cents cinquanta caçadors i dos-cents cinquanta dracs va trobar unes companyies realistes acampades prop de Venta i Mitja al comandament d'Olañeta. Prèviament, un grup de divuit soldats chiloens va desertar a Venta i Mitja passant als revolucionaris, el que va fer creure a Rodríguez que seria fàcil derrotar-los, ja que es trobaven allà en contra de la seva voluntat. Es va preparar una estratègia per atacar-los per sorpresa, però va fracassar resultant amb el triomf dels realistes en la batalla de Venta i Mitja. Martín Rodríguez va quedar novament presoner dels realistes. Simultàniament el subdelegat realista de Sicasica va derrotar a forces combinades de Camargo i de Zárate, que intentaven insurreccionar el partit de Yungas.

## Derrota de Sipe-Sipe i retirada a Tucumán
L'1 de novembre Pezuela va començar a moure el seu exèrcit cap al partit de Chayanta, retrassat per les inclemències del clima. La primera i única gran batalla de la campanya es va produir el 29 de novembre del 1815, quan l'exèrcit patriota estava al nord de Venta i Mitja, arribant a Cochabamba i es va topar amb l'exèrcit comandat pel general Pezuela a Sipe- Sipe produint-se la Batalla de Sipe-Sipe que els espanyols anomenen de Viluma. Va resultar ser un fracàs total per als patriotes. Els tres mil cinc-cents homes i les nou peces d'artilleria no van poder amb els cinc mil cent soldats i vint-i-tres peces d'artilleria realistes havent d'escapar amb més d'un miler de baixes (cinc-cents morts), mentre que els realistes només van tenir trenta-dos morts i cent noranta-vuit ferits. Posteriorment Pezuela va ser condecorat amb el títol de Marquès de Viluma. L'endemà Olañeta va començar la persecució de Rondeau, qui va prendre rumb de Cinti i Tupiza cap a Humahuaca. El 2 de desembre Pezuela va partir cap a Cochabamba i el dia 6 Ramírez ho va fer cap a Chuquisaca. El 16 de desembre Olañeta (ascendit a brigadier) va arribar a Potosí, evacuada pels seus seixanta defensors. El 26 el mariscal de camp Miguel Tacón va partir amb el primer regiment a ocupar el càrrec de governador de Potosí. Pocs dies després d'entrar Pezuela a Cochabamba, va enviar al coronel Aguilera cap a Vallegrande amb el Batalló Ferran VII, per augmentar les seves forces i continuar cap a Santa Cruz de la Sierra. Álvarez d'Arenales es va replegar amb els seus guerrillers cap a Jujuy, abandonant la Republiqueta de Vallegrande.
Al arribar a Humahuaca, Rondeau es va trobar amb els reforços provinents de Buenos Aires sota el comandament de French i Bustos. A principis de gener del 1816, Rondeau va aconseguir reunir un miler d'homes a Tupiza per intentar frenar la persecució d'Olañeta. Va continuar després cap Suipacha deixant dos-cents cinquanta homes a Salo que van ser derrotats completament per Olañeta uns dies després, de forma que Rondeau es va replegar cap a Jujuy mentre l'avantguarda realista ocupava Suipacha.
Des de Buenos Aires li van remetre dos mil homes a Rondeau, qui amb mil d'aquests va poder sostenir-se a Jujuy. El 12 de gener Pezuela va abandonar Cochabamba amb part del seu exèrcit, arribant a Potosí el dia 11 de febrer. Ramírez amb les seves forces va partir de Chuquisaca rumb a Cotagaita. El 9 de febrer Padilla va atacar Chuquisaca, però va ser rebutjat pel general José Santos La Hera.
Al gener del 1816, el tinent coronel Gregorio Aráoz de Lamadrid va ser enviat cap al nord per reunir al soldats que havien quedat dispersats de Sipe Sipe i reunir-se amb el cabdill José Vicente Camargo per fustigar el flanc realista. El brigadier Antonio Maria Álvarez va ser enviat a combatre al capdavant d'una companyia de cavalleria i del Regiment Número 1 de Cusco, que estava format per poc més de sis-cents homes. El 31 de gener es va produir el Combat de Culpina entre les tropes d'Álvarez i les de Lamadrid amb cent vint homes, i després d'un resultat indecís Álvarez es va replegar perseguit pels argentins i els guerrillers de Camargo. El 2 de febrer van emboscar i van derrotar els realistes en el Combat de Utarango. Álvarez va aconseguir replegar-se amb els supervivents cap a Cinti i després a Cotagaita, per acabar a Moraya i Mojos. Després Lamadrid va ser derrotat per Olañeta el 12 de febrer al Riu San Juan, quan es replegava cap a Tarija, vila que va ser presa per Olañeta el 13 d'abril.
Rondeau va rebre l'ordre de retirar-se a Tucumán, l'exèrcit, gairebé devastat, va marxar durant nou mesos passant per Potosí i Humahuaca fins a arribar a Tucumán.

## Conflictes amb Güemes, fi de la campanya i desplaçament de Rondeau
En la seva fugida, l'Exèrcit només va poder refer les seves files al límit nord de l'actual Argentina. Des d'allà es va proposar venjar l'afront de Güemes, a qui Rondeau havia declarat traïdor i desertor. Per empitjorar les coses, el Director Suprem substitut Ignacio Álvarez Thomas va enviar tropes de reforç, al comandament de Domingo French i Juan Baptista Bustos, amb la ordre d'enderrocar a Güemes i després incorporar-se a l'Exèrcit del Nord. Güemes no els va deixar passar fins a haver-se assegurat que no l'atacarien.
Al gener del 1816 va ocupar la ciutat de Salta però, després d'algunes setmanes d'una guerra civil, finalment es va signar un tractat entre el Director de l'Estat i el governador de Salta. En aquest se li encarregava la defensa de la frontera nord del país al governador de Salta.
Per derrotar els guerrillers, Pezuela va enviar a les valls d'Ayopaya al Batalló de Granaders al comandament del comandant Tadeo Lezama i va enviar al coronel Buenaventura Sègol amb el Batalló de Voluntaris de Castro, les restes del Primer Regiment del Cuzco i un esquadró de cavalleria en recerca de Camargo. El 12 de març del 1816 es va produir la batalla de Cinti, després de la qual Camargo va fugir cap a Culpina, però el 27 de març va tornar a ser derrotat en Aucapuñima i el 3 d'abril va ser novament derrotat a Arpaya, on va ser pres presoner i decapitat. D'aquesta manera va desaparèixer la Republiqueta de Cinti. Olañeta va ser destacat cap a Tarija amb els batallons partidaris i caçadors i un esquadró de caçadors a cavall, entrant en aquesta vila el 5 d'abril. Miguel Tacón va ser destacat cap a Chuquisaca com a president de Charcas, per contenir a Padilla.
El 22 de maig es va produir a Yavi un intercanvi de presoners: El major general Martín Rodríguez a canvi de l'esposa d'Olañeta, l'ex-governador de Cochabamba Goiburo i l'arquebisbe de Charcas Moxó.
A mitjans de juny l'avantguarda realista va avançar des de Yavi sobre Casabindo per tal de desallotjar al Marquès de Yavi que havia reunit forces en aquell lloc. No obstant, davant l'avanç realista, el marquès es va retirar amb la dispersió de part de les seves tropes i l'avantguarda realista va tornar a Yavi. Al setembre es va produir a més un avenç realista sobre Humahuaca.
El 7 d'agost del 1816 a Las Trancas, Rondeau va ser desplaçat del seu càrrec i reemplaçat de nou per Manuel Belgrano. Martín Miguel de Güemes va quedar com a comandant de la frontera nord.
Belgrano va traslladar a l'exèrcit fins a la ciutadella construïda per José de San Martín a la ciutat de Tucumán. En aquest lloc va intentar la reconstrucció moral i material a la recerca d'una nova acció sobre l'Alt Perú, combinada amb les accions de San Martín.
Una Reial Ordre del 14 d'octubre del 1815, rebuda el 10 d'abril de 1816, va manar a Pezuela que assumís el càrrec de Virrei del Perú i Ramírez el de president de Quito. El rei va nomenar al mariscal de camp Estanislao Sánchez Salvador com a nou general en cap de l'Exèrcit de l'Alt Perú, el qual havia de partir d'Espanya al novembre amb un reforç de dos mil homes. Poc després, el rei va nomenar al mariscal de camp José de la Serna en substitució de Sánchez Salvador. El 15 d'abril Ramírez va assumir provisionalment el comandament de l'exèrcit. El 7 de setembre de la Serna va desembarcar a Arica i juntament amb el batalló de Girona, procedent d'Espanya, va avançar cap a l'Alt Perú.